# Manifattura di Perosa

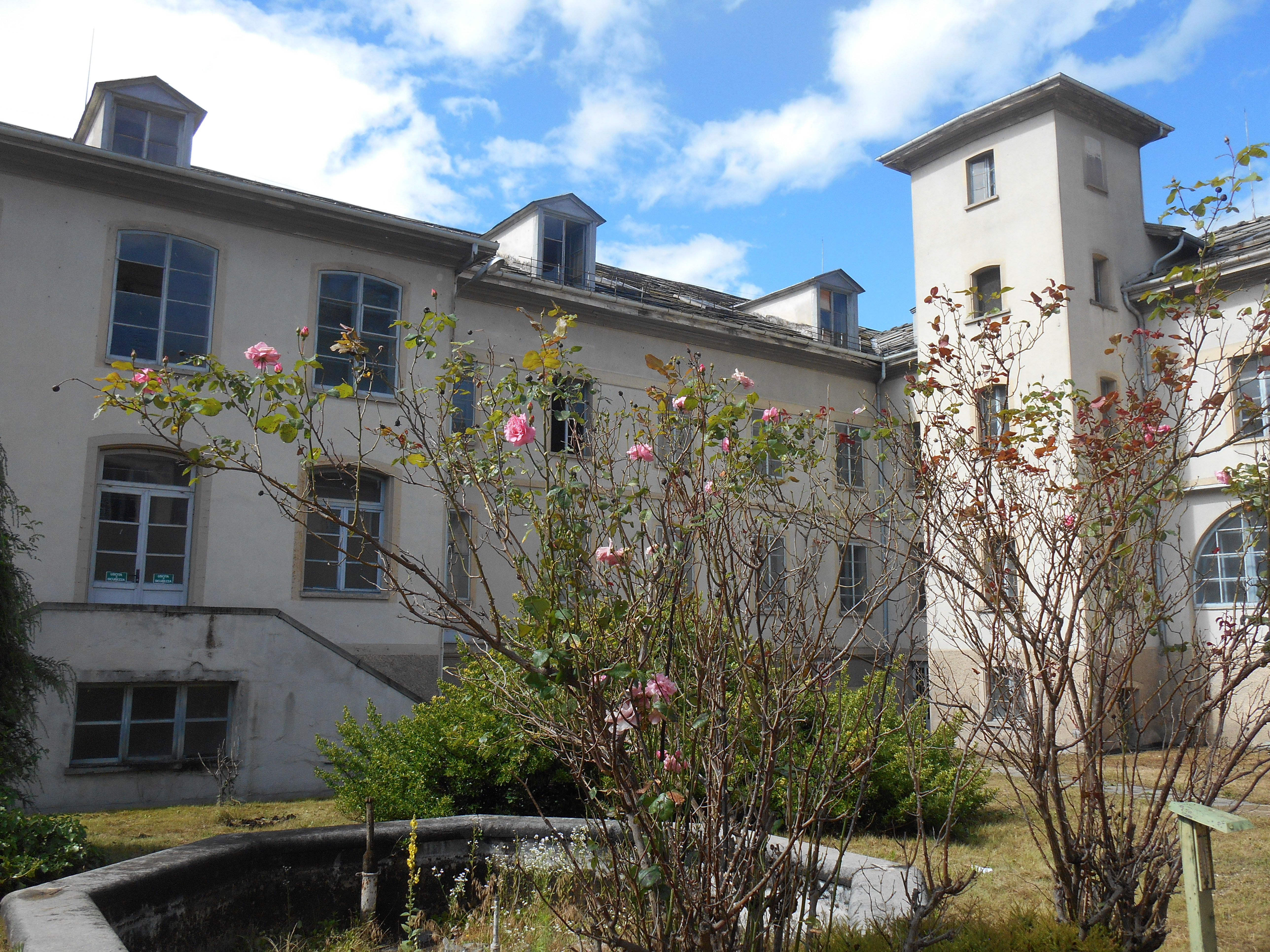
Quadrilatero della Manifattura di Perosa

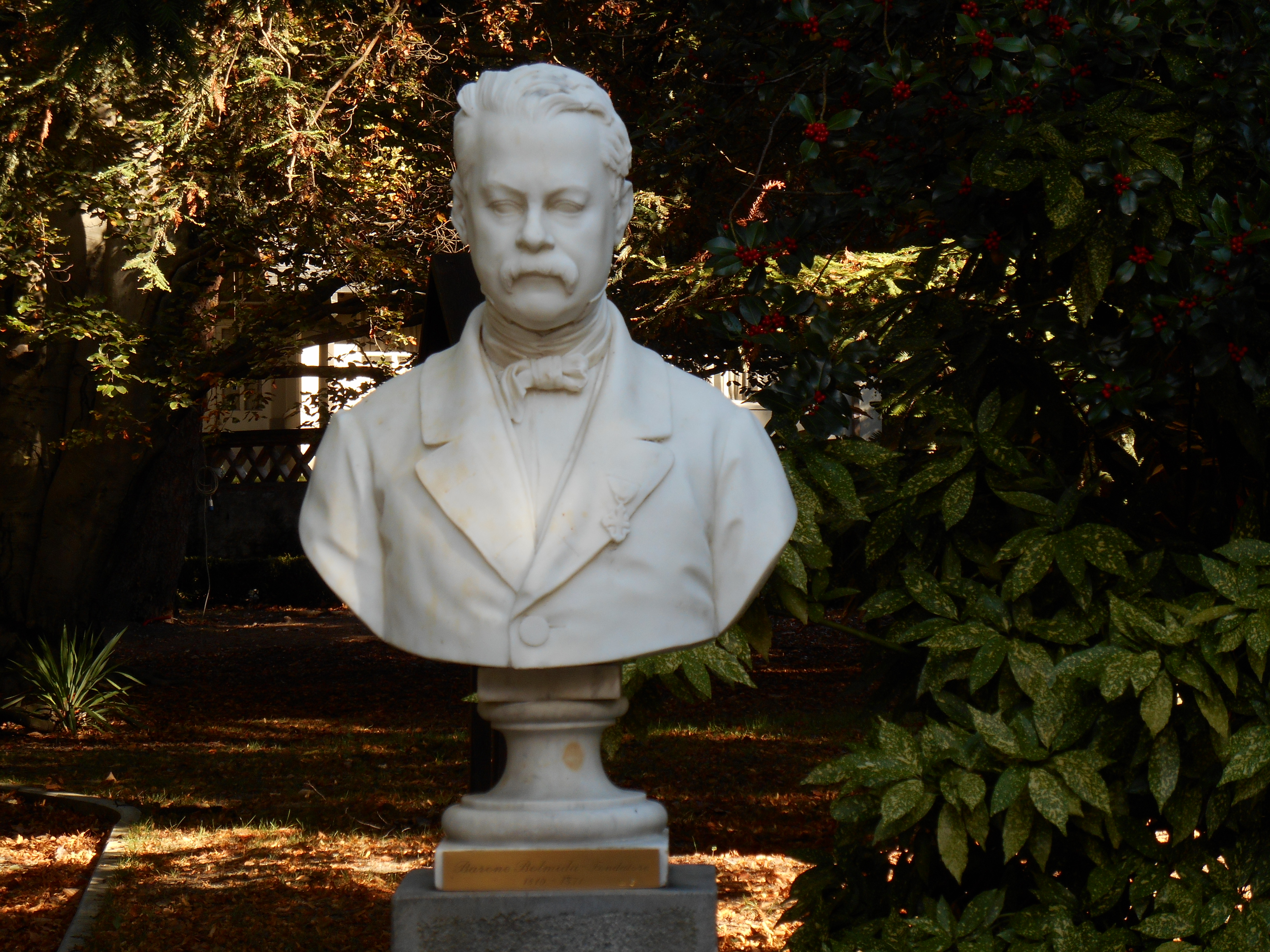
Il Barone Cavaliere Luigi Bolmida (1810-1871), parco comunale Enrico Gay

Manifattura di Perosa era una fabbrica di filatura tessile fondata da Luigi Bolmida e Vincenzo Bolmida, due fratelli piemontesi. La sua fondazione risale al 1835, tuttavia già nel 1833, due anni prima si iniziò a pensare ad una fabbrica tessile.
La Manifattura di Perosa si trova in Italia, a nord-ovest di Torino, nel piccolo paese di Perosa Argentina, precisamente nella Valle Chisone e Germanasca (ex delfinato francese), oggi territorio italiano, confinante con l'estero, la Francia. La regione italiana di appartenenza è il Piemonte, che comprende anche il paese di Sestrière, sempre ex delfinato francese, pensato per il turismo estivo e invernale. 
Nel 1861 fu dichiarata l'Unità d'Italia, ma la monarchia "italiana" esisteva ancora. Qualche anno dopo, nel 1865, la vecchia filanda tessile diventò di proprietà di Amato Gaydou. 
Nel 1883, dopo circa vent'anni, questa realtà tessile passò di proprietà di Fritz Jenny e Caspar Jenny, due fratelli. Ma fu solo grazie ad Antonio Ganzoni, in particolare, che la fabbrica di Perosa riuscì a trasformarsi, da filanda di seta, in fabbrica di filatura del cotone.
Nel 1906 la fabbrica passò di proprietà di Carlo Abegg e Augusto Abegg, due fratelli svizzeri, originari di Zurigo, in Svizzera, nel cantone tedesco e fu compresa nel gruppo tessile Cotonificio Valle di Susa. Carlo Abegg si era dedicato alla lavorazione della filatura della seta, realizzata grazie alla coltivazione della pianta di gelso, per estrarre il noto baco da seta; Augusto Abegg invece, prediligeva la lavorazione del fiore di cotone, importato dall'estero. Nel 1931 quest'ultima cessione di fabbrica fu invece del nipote dei due fratelli, Werner Abegg. In questo periodo trascorsero anche due guerre mondiali: la Prima Guerra Mondiale (1915-1918), conosciuta anche come "Grande Guerra" e la Seconda Guerra Mondiale (1940-1945). Nel 1947, un giovane italiano, Giulio Riva, acquistò la proprietà della fabbrica. Da quel momento non si parlò mai più di una terza ipotetica guerra mondiale, ma si aprì solo una lunga "Guerra Fredda".
Il nuovo proprietario, Giulio Riva nato a Legnano, a nord di Milano, nella regione della Lombardia, italiano, ragioniere, sposato, nel 1960 cedette al figlio Felice Riva anche detto "Felicino" le difficili sorti della filanda italiana di Perosa a sud-ovest di Torino, nella regione del Piemonte. Felice Riva era il figlio di Giulio Riva, nato nella stessa città di Legnano, a nord di Milano, nella regione della Lombardia, nel 1935. "Felicino" Riva era conosciuto, da molti, come "il delfino della finanza", per i suoi coraggiosi, ma troppo azzardati investimenti nell'Alta Finanza internazionale e nel gioco della Borsa, che presto videro un rapido e accelerato declino del suo nuovo impero economico industriale tessile, da poco risollevato. Dopo la crisi del 1965 che interessò la fabbrica tessile perosina e alcuni suoi frequenti soggiorni all'estero, Felice Riva detto "Felicino", trascorse gli ultimi anni della sua vita, in Italia, in Versilia, nella regione della Toscana. Nel 2017 Felice Riva morì a Lido di Camaiore, vicino a Lucca, nella regione della Toscana dove lui viveva da molto tempo, con la sua famiglia. 
Nel 1976, un anno di decisivo di forti cambiamenti politici, per l'Italia, dopo la metà degli anni '70 del Novecento, con il "nuovo" governo, ma d'ispirazione socialista, progressista, ma ancora molto comunista e la crisi del precedente, più democristiano, liberale e repubblicano, d'ispirazione cattolica; la fabbrica tessile di Perosa Argentina diventò di proprietà di Achille Roncoroni, un milanese, brillante e coraggioso industriale lombardo.
Achille Roncoroni, italiano, giurista, nato nel 1923 a Milano che si trova nella regione Lombardia, già proprietario, dal 1954, della filatura tessile di cotone chiamata Manifattura di Legnano, fondata nel 1901 dai fratelli Enea Banfi e Febo Banfi, di origine pugliese, nel Mezzogiorno d'Italia, sud d'Italia; da Giuseppe Frua, milanese, lombardo e da Mariano Delle Piane; entrò al vertice di un gruppo tessile più ampio, grazie all'acquisizione di quella di Perosa, a nord-ovest di Torino nella regione del Piemonte; con tale decisione egli stesso riuscì di fatto, a risollevare, la crisi industriale del tessile e a restituire quindi, quell'eccellenza e qualità del cotone nel mondo, così richiesta per il settore moda e del made in Italy in generale. 
Negli anni '70 del Novecento, infatti, le rivendicazioni sociali quali, il lavoro operaio e la lotta di classe, l'emancipazione femminile, la società televisiva dell'immagine, della pubblicità, della moda e dello spettacolo, della cultura e dell'arte in generale, videro proprio nella Manifattura di Perosa, fondata nel 1835, un suo egregio rappresentante, di quel gruppo tessile lombardo chiamato Manifattura di Legnano, "fiore all'occhiello" della filatura, che consentì poi al settore tessile cotoniero di raggiungere, agli inizi degli anni Duemila del Nuovo Millennio, il primato nel made in Italy, grazie ai suoi pregevoli filati di cotone pettinati di eccellente qualità. 
Ma allo stabilimento produttivo di Manifattura di Perosa, fu annesso in origine anche un edificio religioso, un convitto di aspirandato, in preparazione alla clausura monastica religiosa femminile. Esso fu utilizzato, originariamente ad uso filanda e poi, dal 1951 al 1973, solo come convitto per religiose, appartenenti all'ordine religioso cattolico delle suore salesiane serve di San Giovanni Bosco. L'alloggio fu soprattutto una villa padronale di pregio e un convitto per le maestranze tessili, chiamate "filoires" in francese, in italiano "filatrici".  Dai primi anni '70 agli anni '80 del Novecento, l'edificio fu utilizzato solo come Istituto scolastico per studenti della Valle Montana di Perosa Argentina che frequentavano le scuole medie inferiori, poi questo, fu definitivamente abbandonato, ma poté vantare anche un pregevole giardino, utilizzato per gli orti sociali, poi ceduto a privati.
L'unico verde, oggi finalmente visitabile che in origine apparteneva alla fabbrica tessile Manifattura di Perosa, è un piccolo giardino con fontana d'acqua e lago artificiale che vanta una pregevole opera scultorea, rappresentante uno dei due fondatori della filanda, che è oggi di proprietà del Comune di Perosa Argentina, nella regione del Piemonte, in Italia.
Achille Roncoroni, l'ultimo proprietario del gruppo Manifattura di Legnano, è stato quindi anche il proprietario di Manifattura di Perosa. Egli morì dopo una lunga malattia, nel 2005, in Italia, a Griante Tremezzo, a nord di Como sul lago di Como, nella regione della Lombardia.